# مقدمة عامة (جيفري تشوسر)

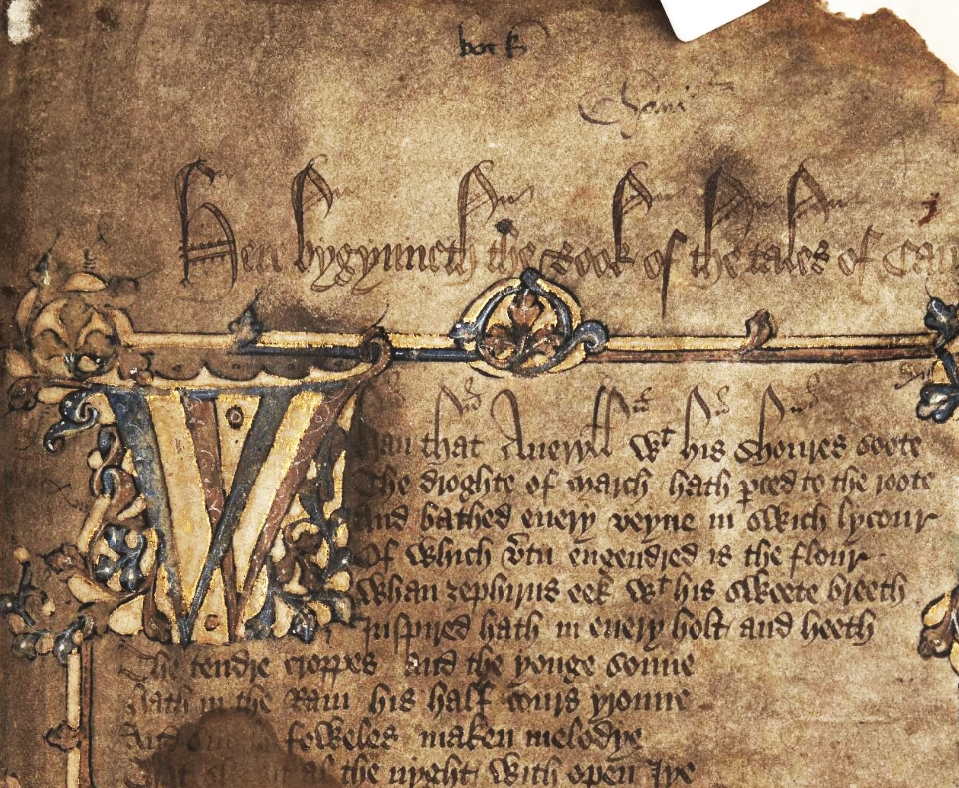
الأسطر الأولى من المقدمة العامة في الصفحة الافتتاحية لمخطوطة هينجورت

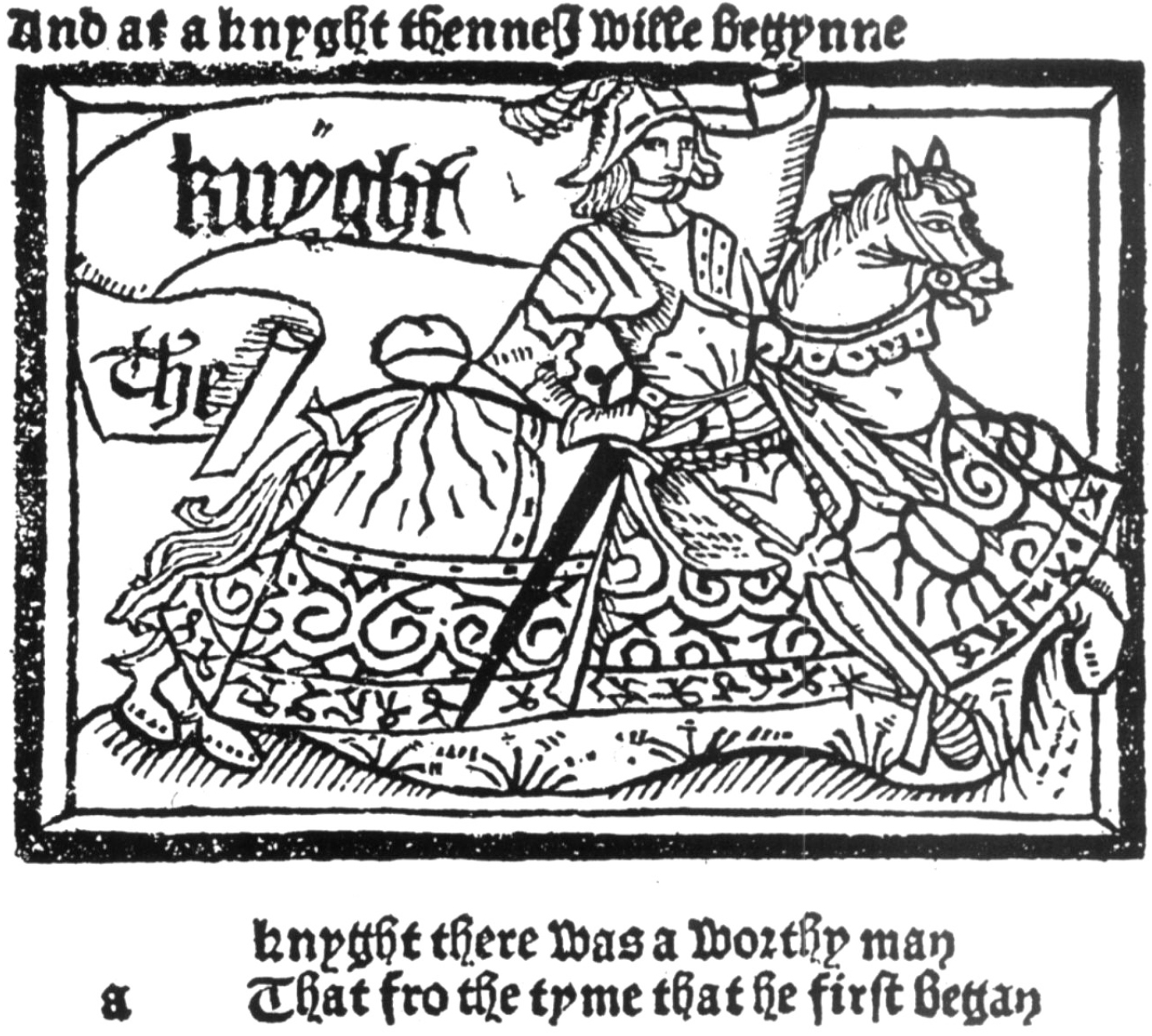
رسم توضيحي للفارس من المقدمة العامة. وتظهر أيضًا ثلاثة أسطر من النص.

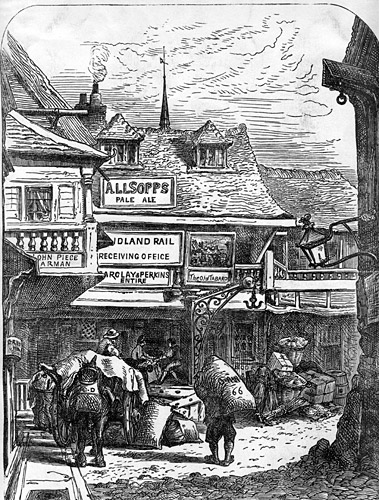
فندق ذا تابارد إن، ساوثوارك، حوالي عام 1850

المقدمة العامة هي الجزء الأول من حكايات كانتربري للكاتب جيفري تشوسر. يقدم القصة الإطارية، حيث توافق مجموعة من الحجاج الذين يسافرون إلى ضريح توماس بيكيت في كانتربري على المشاركة في مسابقة لسرد القصص، ويصف تشوسر كل حاج بالتفصيل، مقدماً لمحات عن شخصياتهم ومكانتهم الاجتماعية ووظائفهم.. يمكن القول إن المقدمة هي القسم الأكثر شهرة في حكايات كانتربري، حيث تصور حركة المرور بين الأماكن واللغات والثقافات بالإضافة إلى تقديم ووصف الحجاج الذين سيروون الحكايات.

## الملخص
تُشكل القصة الإطارية للقصيدة، كما هو موضح في 858 سطرًا من اللغة الإنجليزية الوسطى مقدمةً عامةًً للعمل، وهي قصة حج ديني. الراوي، جيفري تشوسر، موجود في نزل تابارد [الإنجليزية] في ساوثوارك، حيث يلتقي بمجموعة من "القوم المتنوعين" الذين كانوا جميعًا في طريقهم إلى كانتربري، موقع ضريح القديس توماس بيكيت، وهو شهيد معروف بقدرته على شفاء المرضى.
تدور الأحداث في شهر أبريل، وتبدأ المقدمة بمدح هذا الشهر الذي تعيد أمطاره ورياحه الغربية الدافئة الحياة والخصوبة للأرض وسكانها. ويقول الراوي إن وفرة الحياة هذه تدفع الناس إلى الحج. في إنجلترا، الهدف من رحلات الحج هذه هو ضريح توماس بيكيت. ينضم الراوي إلى مجموعة من الحجاج، ويتناول وصفهم الجزء الأكبر من المقدمة؛ يسعى تشوسر إلى وصف "حالتهم"، و"هيئتهم"، و"رتبتهم" الاجتماعية. ويعرب الراوي عن إعجابه وثناءه على قدرات الحجاج.
ومن بين الحجاج فارس [الإنجليزية]؛ ابنه مرافق [الإنجليزية]؛ يومن الفارس؛ رئيس الدير [الإنجليزية] برفقة راهبة و كاهن الراهبة [الإنجليزية]؛ راهب [الإنجليزية]؛ أخ [الإنجليزية]؛ تاجر [الإنجليزية]؛ موظف [الإنجليزية]؛ رقيب قانون [الإنجليزية]؛ فرانكلين [الإنجليزية]؛  بائع الخردوات؛ نجار؛ حائك؛ صباغ؛ حائك نسيج؛ طباخ [الإنجليزية]؛ ملاح [الإنجليزية]؛ طبيب [الإنجليزية]؛ زوجة باث [الإنجليزية]؛  قسيس [الإنجليزية] وشقيقه صاحب المحراث، ميلر [الإنجليزية]، مانبيل [الإنجليزية]، ريف [الإنجليزية] ؛ مستدعي [الإنجليزية]، مسامح [الإنجليزية]، المضيف (رجل يدعى هاري بيلي) ؛ وتشوسر نفسه. في نهاية هذا القسم، يقترح المضيف أن تركب المجموعة معًا ويسلي كل منهم الآخر بالقصص. ويضعُ خطةً تقضي بأن يروي كلُّ حاجٍ قصتين في رحلةِ الذهابِ إلى كانتربري وقصتين في رحلةِ العودة. كل من روى القصص ذات المغزى والمريحة، مع "أفضل جملة وأكثر سولاس" (السطر 798) سيحصل على وجبة مجانية يدفع ثمنها بقية الحجاج عند عودتهم. تُوافقُ المجموعةُ على اقتراحِ المضيفِ وتُعيّنهُ حاكمًا وقاضيًا وأمينًا على سجلاتهم. في صباح اليوم التالي، ينطلقُ الحجاجُ في رحلتهم، ويُجرونَ قرعةً لتحديدِ من سيروي أولَ حكايةٍ. يفوزُ الفارسُ بالقرعةِ ويستعدُّ لبدءِ السرد.

## معرض الحجاج

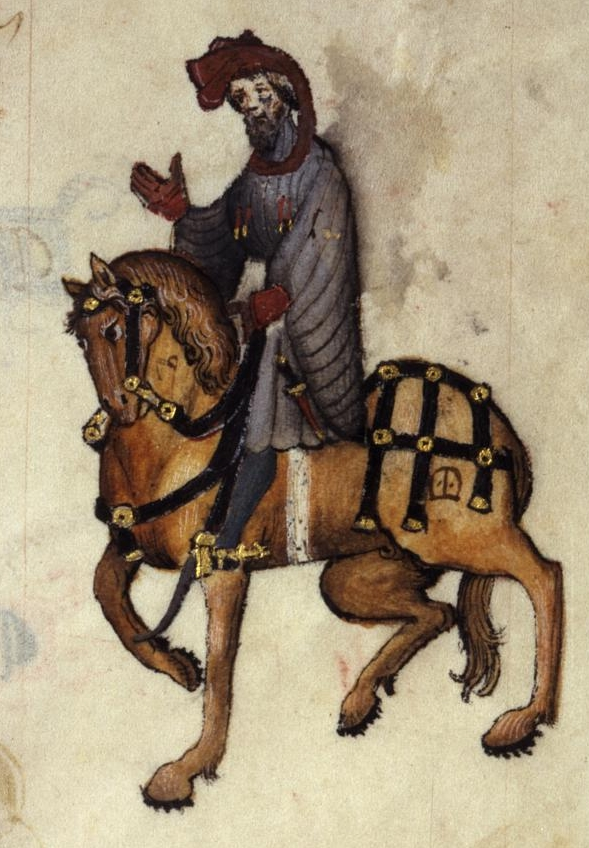
الفارس
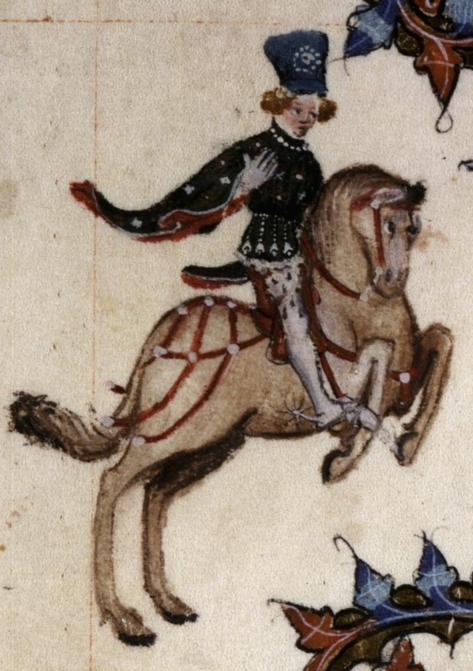
السكوير
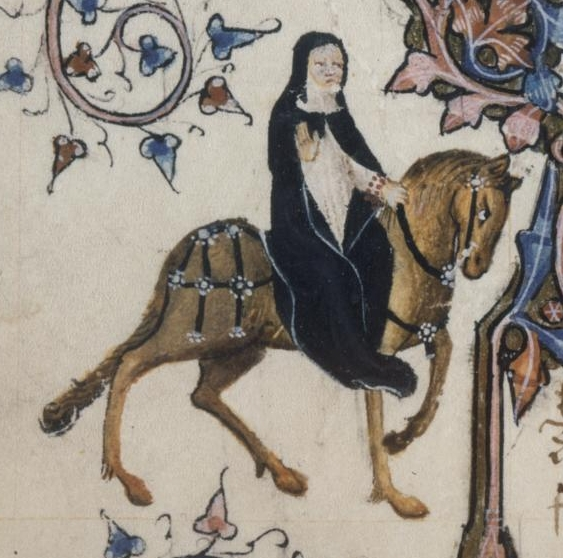
لذلك
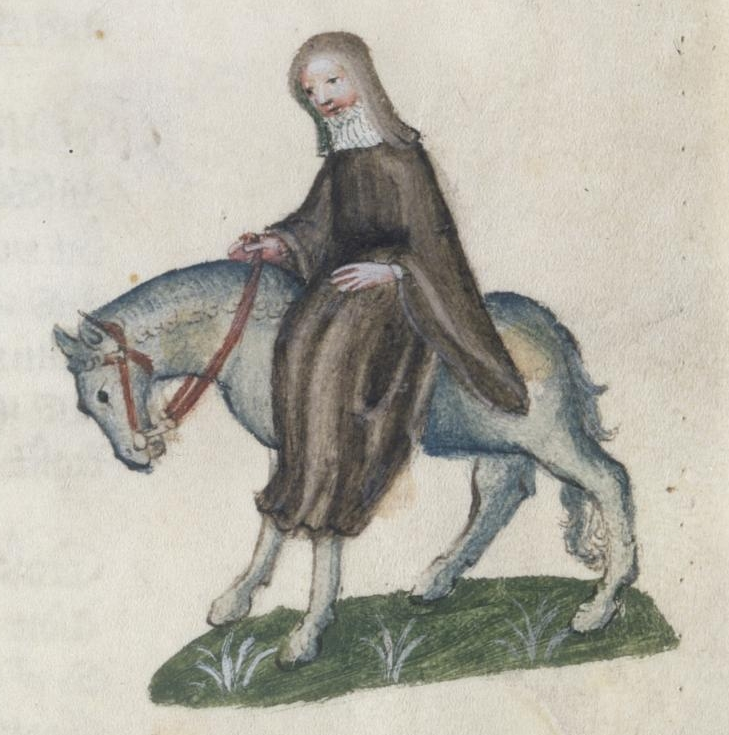
الراهبة الثانية
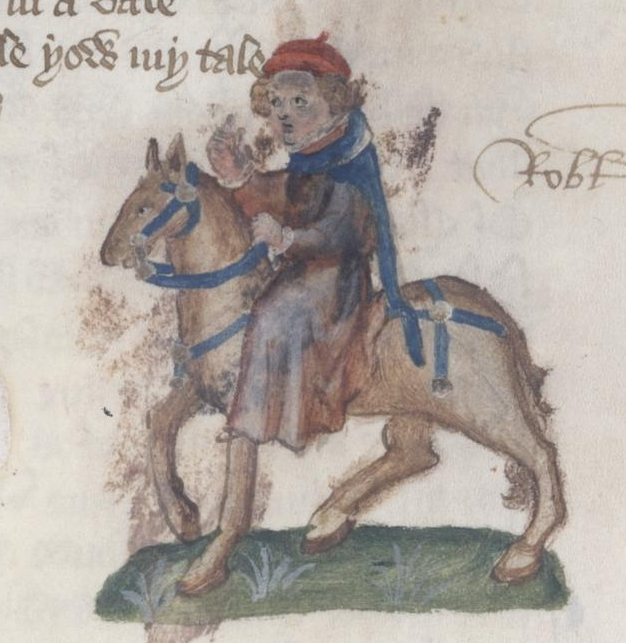
كاهن الراهبة
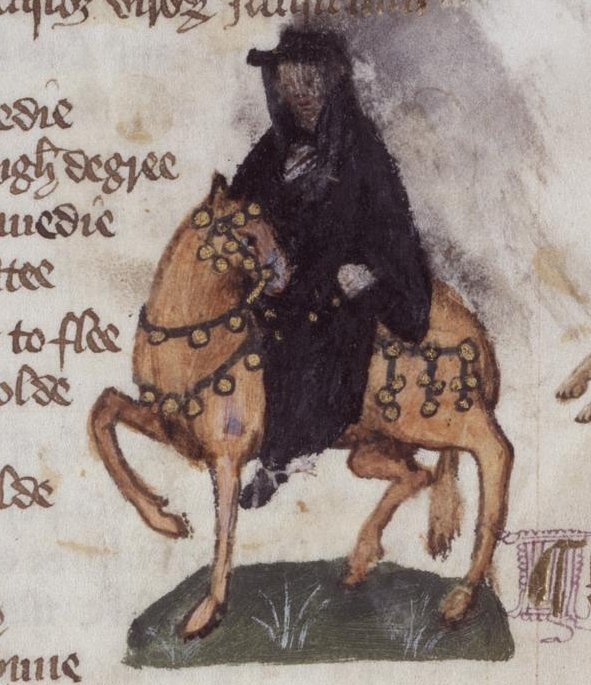
الراهب
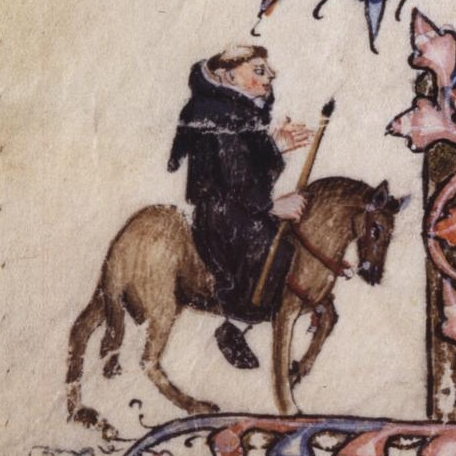
الأخ
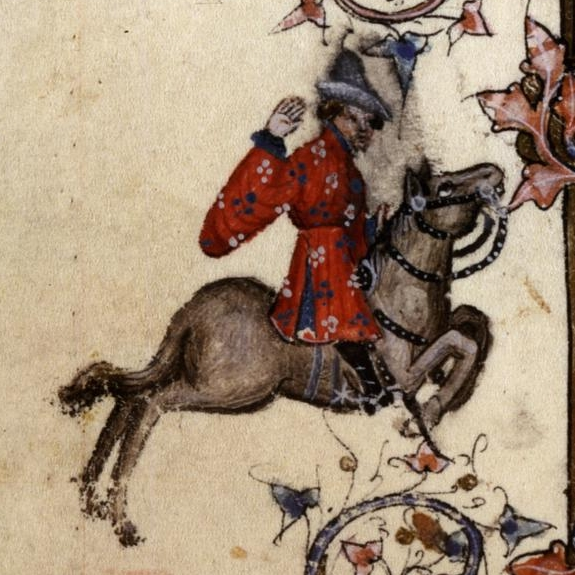
التاجر
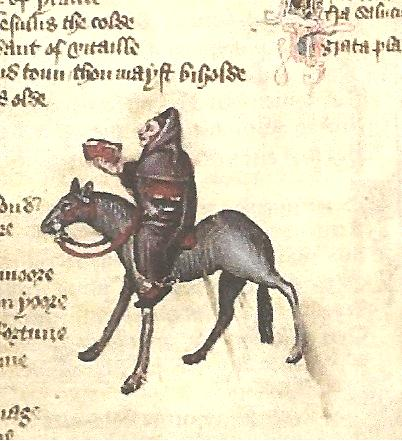
تيرنر أكسفورد
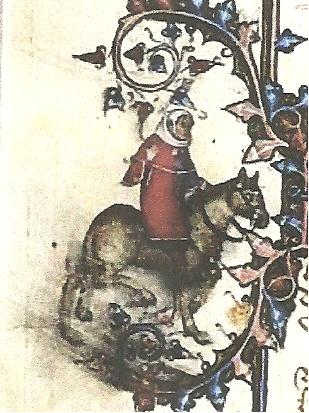
رقيب القانون
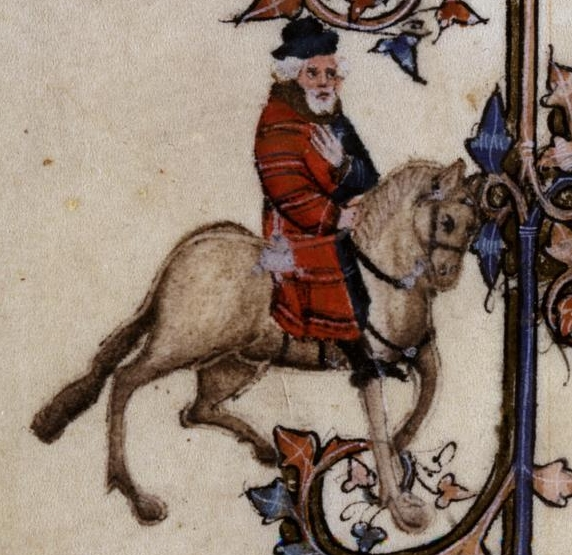
فرانكلين
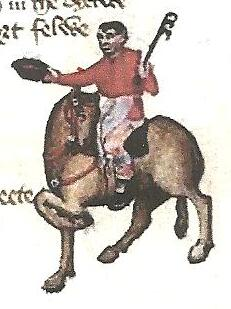
الطباخ
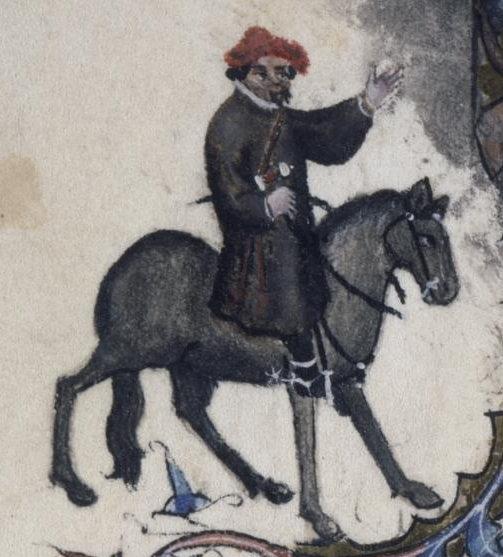
الشيبمان
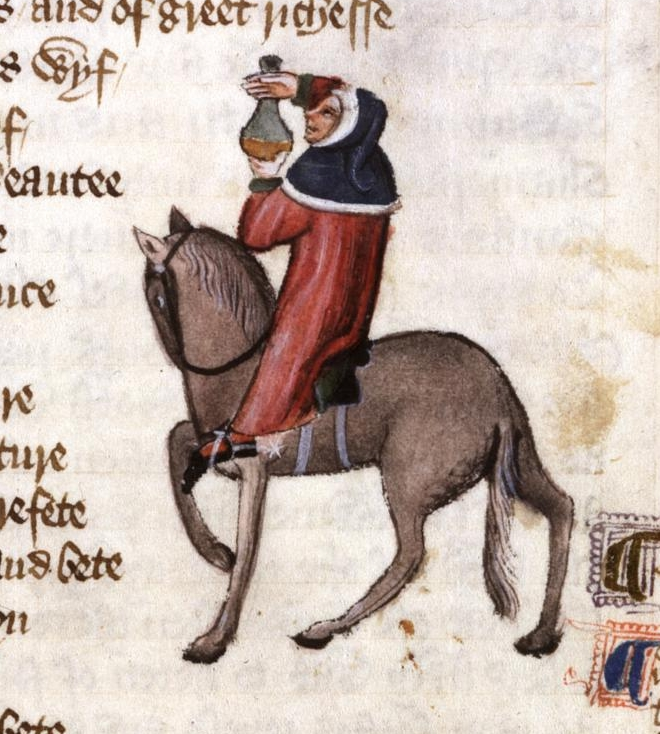
الطبيب
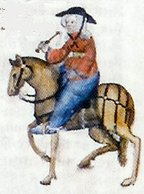
مرافق الحمام
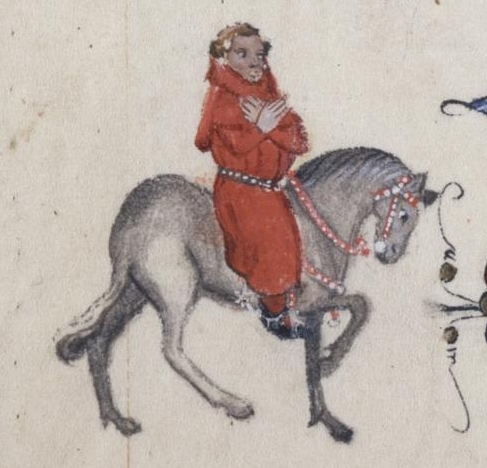
البارسون
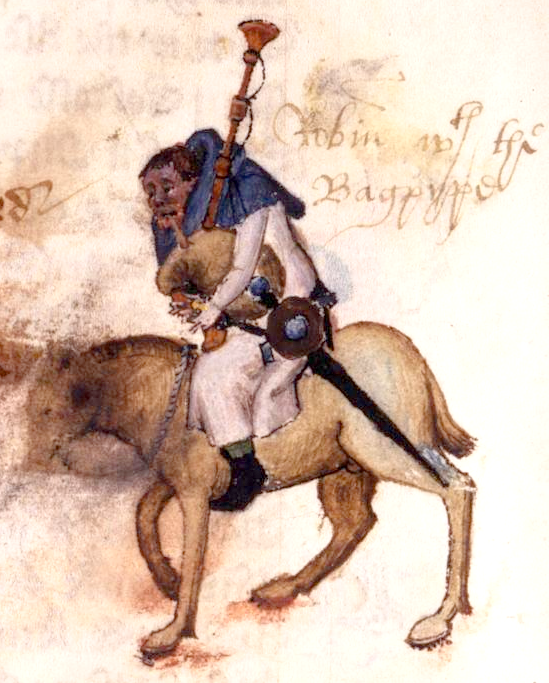
الطحان
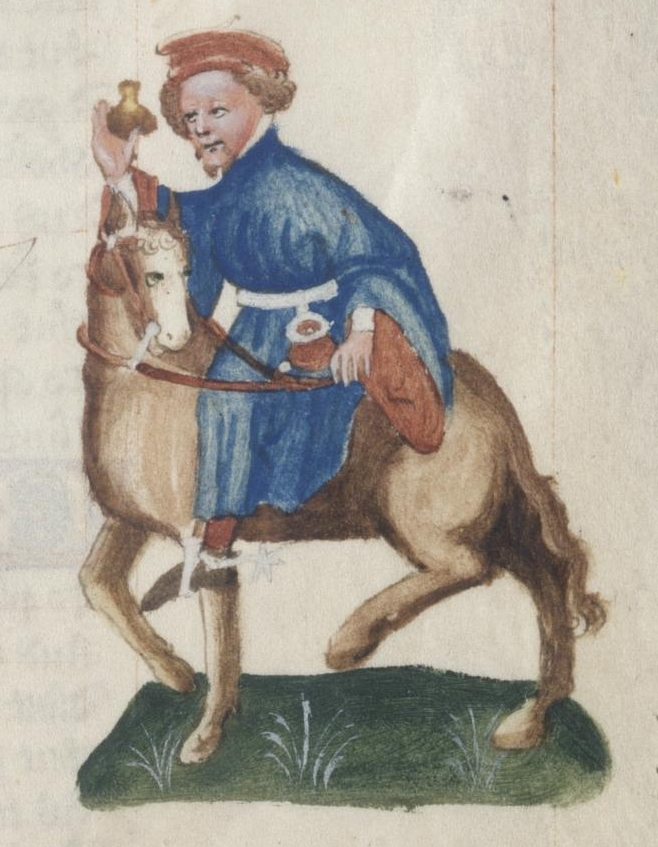
المانسيبلي
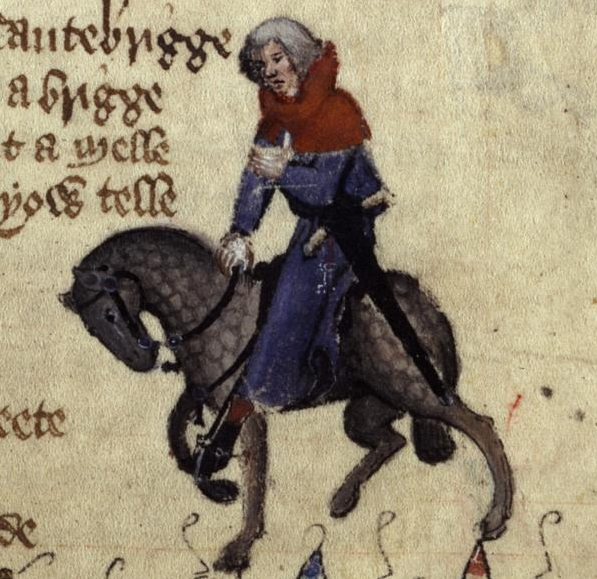
الريف
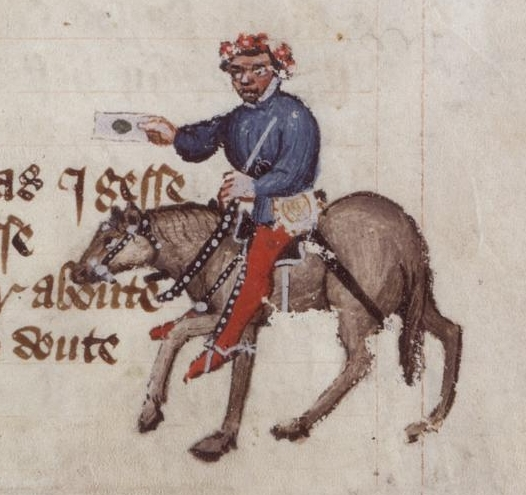
المستدعي
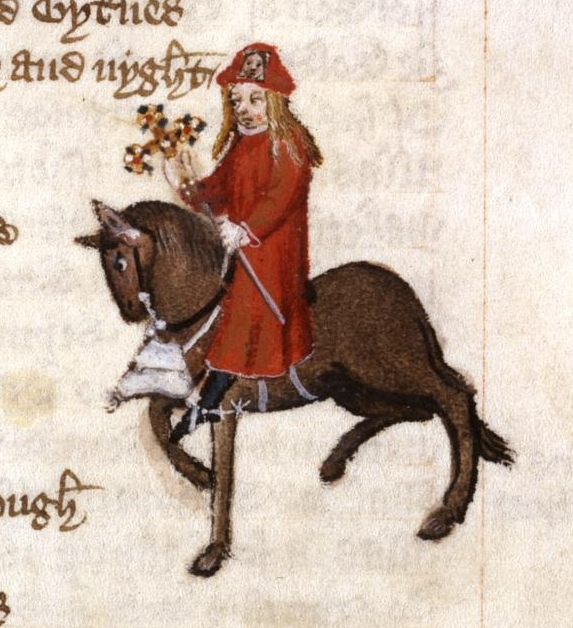
العفو
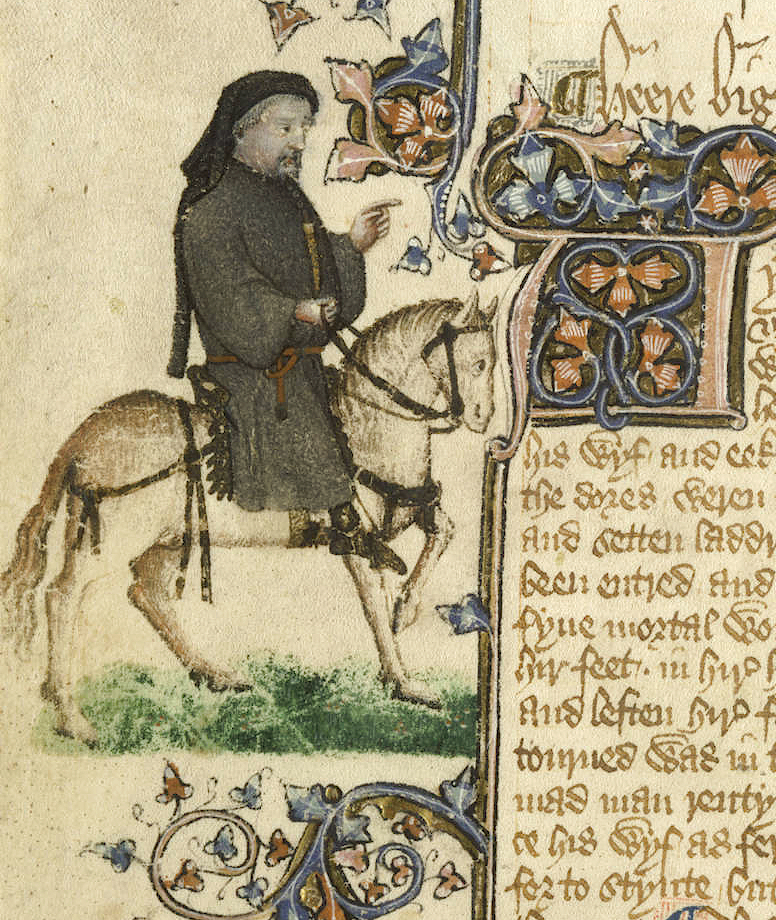
التشوسر
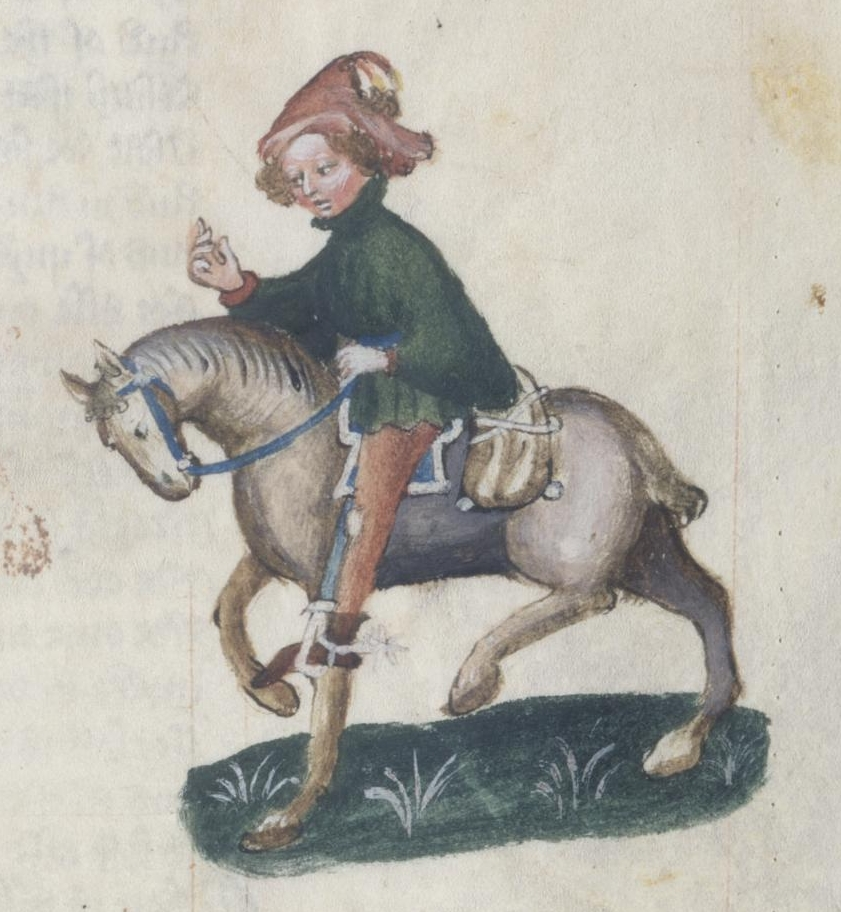
يومان كانون {ليس جزءًا من الإنتاج الأصلي ولكنه أضيف في نهاية الحكايات}

## روابط خارجية
- تشوسر، جيفري. حكايات كانتربري: المقدمة العامة . الأعمال الكاملة لجيفري تشوسر ، مطبعة كلارندون، 1900. الأدب في السياق: مختارات مفتوحة. http://anthologydev.lib.virginia.edu/work/Chaucer/chaucer-prologue . تم الوصول إليه: 2024-01-05T21:10:28.228Z
- "المقدمة العامة"، نص تشعبي باللغة الإنجليزية المتوسطة مع مسرد والإنجليزية الوسطى واللغة الإنجليزية الحديثة جنبًا إلى جنب
- Side by side Translation into Modern Verse - Illustrated على موقع واي باك مشين (نسخة محفوظة September 8, 2017)
- الترجمة الحديثة للمقدمة العامة والموارد الأخرى في eChaucer نسخة محفوظة 2019-10-22 على موقع واي باك مشين. </link>
- "مقدمة لحكايات كانتربري " – رواية باللغة الإنجليزية البسيطة لغير العلماء.